# Powódź w Polsce (1947)
Powódź w Polsce (1947) – powódź, która nawiedziła w marcu 1947 dorzecze środkowej Wisły i Warty. Jej przyczyną była gwałtowna odwilż po mroźnej zimie 1946-1947 a także powojenne zniszczenia infrastruktury przeciwpowodziowej kraju i zalegające w korytach cieków wodnych elementy pochodzące ze zniszczonych konstrukcji, mostów itp.
W wyniku powodzi zginęło co najmniej 55 osób.

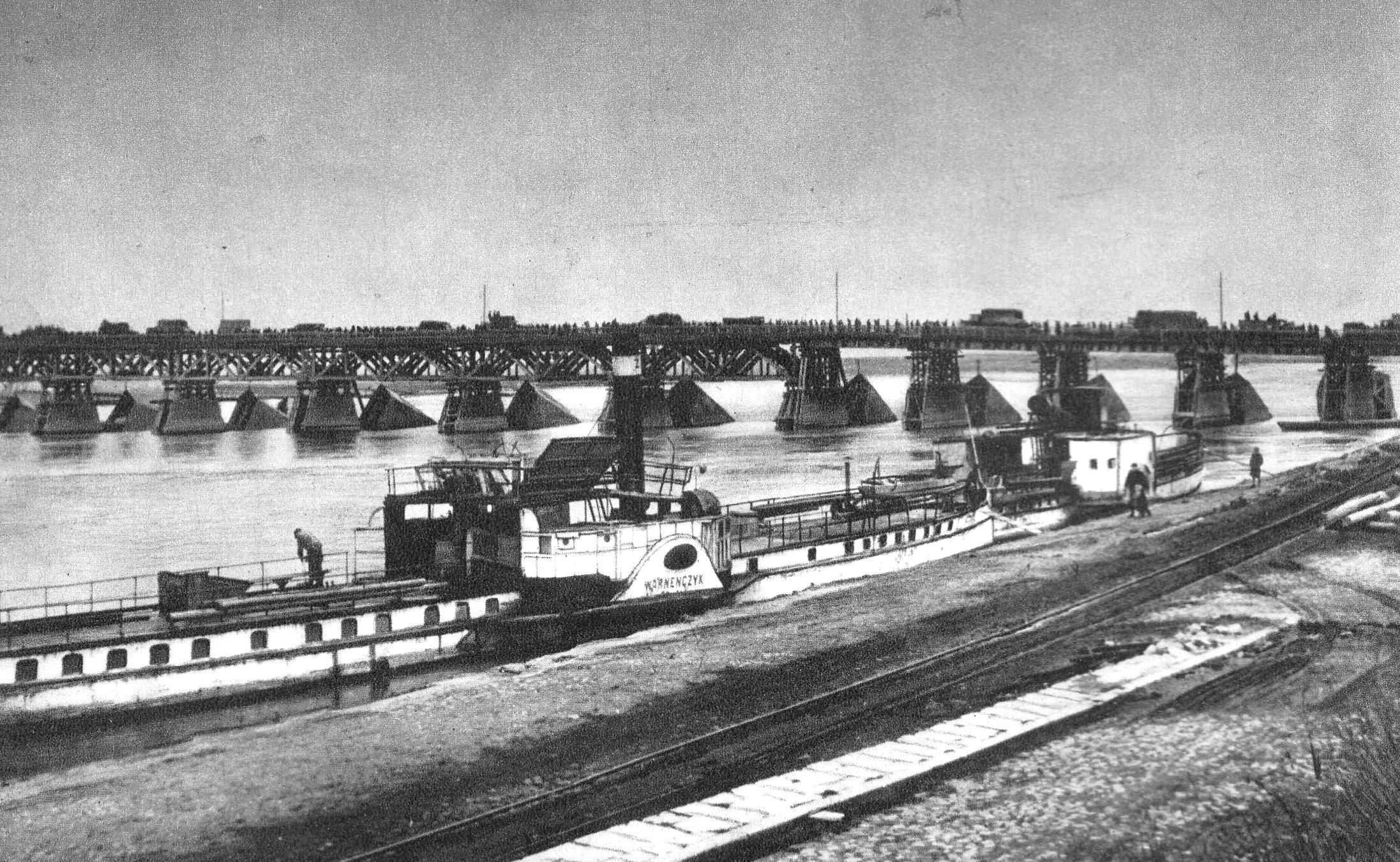
Most wysokowodny w Warszawie

W Warszawie pomimo akcji saperów spływająca kra uszkodziła dwa mosty: wysokowodny i kolejowy. Najbardziej powódź dotknęła mieszkańców powiatu sochaczewskiego, gdzie woda zalała 76 wsi. Natomiast w powiecie warszawskim pod wodą znalazło się 26 wsi. W województwie poznańskim w całości zostały zalane Nowy Dwór i Koło, a w części Konin i Poznań. W Wielkopolsce woda poczyniła duże straty w rolnictwie. Zalanych zostało około 50 tys. ha użytków rolnych oraz 50-70 tys. ha łąk i pastwisk, tam także utonęło około 2 tys. zwierząt gospodarskich.